# キャサリン王女 (ガーゴイルズ)
キャサリン王女（Princess Katharine）は、アメリカ合衆国のアニメ『ガーゴイルズ』に登場する架空の人物である。先代の王亡き後はワイバーン城の城主となっていた。その後ワイバーン城の落城後にガーゴイルの卵を守るためにアバロン島に移住する。
声（日本語版）は幸田夏穂。（英語版）はキャス・スーシー（少女時代はアンディ・マカフィー）。

## プロフィール
- 生年月日: 976年生まれ　994年18歳→995年19歳
- 身長: 不明
- 体重: 不明
- 出身地:イギリスのスコットランド
- 特技: 縫い物
- 趣味: 子育て
- 苦手なもの: 過去編ではガーゴイル達全員
- 好物: ワイン

## 人物・来歴
ゴライアス達が守護するワイバーン城の王女でマルコム王亡き後は城の城主を務めていた。
過去編からすでに母親であるエレナ王女は故人で父親のマルコムは994年前に死亡。後にアンジェラ達ガーゴイルの孤児達の養母となる。その冷酷な性格と極度のツンデレが災いし、ワイバーン城落城の原因を作ってしまっている。守衛をしているガーゴイル達を寛大に扱っていたマルコムと違い、過去編では幼少時のときからガーゴイル達を醜い獣として嫌っていた。落城の前日にゴライアスとデモーナにも冷酷な台詞を吐き、そのことで隊長だけではなく、デモーナにも不満を抱かせている。その冷酷な性格のせいか、隊長に裏切られ、バイキング族長のヘイコンと組んだ隊長に、叔父から身代金をとるため、側近のメイガス共々人質にされてしまう。しかし、嫌っていたはずのゴライアスにより、ヘイコンと隊長の争いで崖から落ちそうになったところを助けられたことにより、ゴライアスと和解し、後に親友となった。
その後、ワイバーン城が落城したため、城に住んでいた軍人達や住人を移住させ、自分はトムやメイガスやメリーと共に、両親が全滅したガーゴイルの卵を安息の地に運ぶために旅に出る。旅の途中で、叔父であるケネス王2世の城に滞在することとなり、滞在中にその城で、ケネスに対してクーデターを起こした王の甥のコンスタンティーノが王を剣で殺害し、そのコンスタンティーノはケネスは誰かに殺害されたとして国民を騙し、自らが新たなる王となった。王女はガーゴイルの卵を保護する条件として、コンスタンティーノから自らの妃となるように要求される。妃にならなければ卵を破壊すると脅され、王女は仕方なく婚礼を受けようとするが、トムからケネスを殺害したのはコンスタンティーノだと知らされ、結婚を取り止めてコンスタンティーノから逃れるために城を逃げ出し、アバロン島に向かうため再び旅に出る。旅の果てに、ガーゴイルの子供達を他の人間の目が届かないようにするために、アバロン島に移住した。
アバロン島では、母親のメリーと離れ離れになったトムの母親代わりを務めた。後にアバロン島で成長したトムと結婚し、トムの妻となった。ガーゴイルの子供達の子育て中は、アンジェラやガブリエルらにゴライアスを素晴らしさを教えていた。後に現代編で、時を越えて現れた親友のゴライアスと再会する。現代編のアバロン島では、過去編の冷酷な性格とは打って変わって別人のような温厚な老婆となっていた。アバロン島での決戦の際には、エリサ、トム、ガブリエル、フィーリアをまとめて圧倒したデモーナを、デモーナが投げ捨てたレーザーガンで瓦礫の下敷きにして勝利した。その後は、平和となったアバロン島でトムらと暮らしている。

## 能力・弱点
基本的に生身の人間であるため戦力は高くないが、それに対してありあまる勇気を持っておりこれが長所である。非力ながらもデモーナ戦では反動の強いデモーナのレーザーバズーカを奪って楽々と撃ってデモーナを倒すなど腕力の強さも見せている。